# Lista de episódios de A Lei de Milo Murphy

Logótipo da série.

A Lei de Milo Murphy é uma série de desenho animado estadunidense criado por Dan Povenmire e Jeff "Swampy" Marsh, os criadores de Phineas e Ferb. A série é exibida pelo Disney XD nos Estados Unidos em 3 de outubro de 2016. No Brasil, pré-estreou em 31 de dezembro de 2016, e sua estreia oficial aconteceu em 28 de janeiro de 2017. Em Portugal estreou a 17 de abril.
A 28 de fevereiro de 2017, a série foi renovada para a sua segunda temporada.
A 21 de julho de 2017, foi anunciado um crossover de Phineas e Ferb que estreou a 5 de janeiro de 2019.

## Episódios
| Temporada | Temporada | Episódios | Exibição original    | Exibição original     | Exibição em Portugal   | Exibição em Portugal | Exibição no Brasil     | Exibição no Brasil     |
| Temporada | Temporada | Episódios | Estreia de temporada | Final de temporada    | Estreia de temporada   | Final de temporada   | Estreia de temporada   | Final de temporada     |
| --------- | --------- | --------- | -------------------- | --------------------- | ---------------------- | -------------------- | ---------------------- | ---------------------- |
|           | 1         | 20        | 3 de outubro de 2016 | 2 de dezembro de 2017 | 17 de abril de 2017    | 5 de março de 2018   | 31 de dezembro de 2016 | 5 de maio de 2019      |
|           | 2         | 20        | 5 de janeiro de 2019 | 18 de maio de 2019    | 13 de setembro de 2019 | 9 de abril de 2020   | 28 de abril de 2019    | 26 de setembro de 2019 |

### 1ª Temporada (2016-2017)
| #   | #   | Título | Dirigido por                     | Escrito por                                                              | Estreias                                                           | Código de produção | Audiência (em milhões) |
| --- | --- | --- | -------------------------------- | ------------------------------------------------------------------------ | ------------------------------------------------------------------ | ------------------ | ---------------------- |
| 1a  | 1a  | "Um Quilómetro a Mais com o Milo (PT) O Milo sempre Surpreende (BR)" "Going the Extra Milo"                                | Dan Povenmire e Robert F. Hughes | Dan Povenmire, Jeff "Swampy" Marsh e Kyle Menke                          | 3 de outubro de 2016 17 de abril de 2017 31 de dezembro de 2016    | 101a               | 0.33                   |
| 1b  | 1b  | "Os Subterrâneos (PT/BR)" "The Undergrounders"                                                                             | Bob Bowen                        | Dani Vetere                                                              | 3 de outubro de 2016 17 de abril de 2017 31 de dezembro de 2016    | 101b               | 0.26                   |
| 2a  | 2a  | "Torcer pelo Inimigo (PT) Torcendo pelo Inimigo (BR)" "Rooting for the Enemy"                                              | Robert F. Hughes                 | Scott Peterson                                                           | 10 de outubro de 2016 18 de abril de 2017 29 de janeiro de 2017    | 102a               | 0.26                   |
| 2b  | 2b  | "Estrelado no Ponto (PT) Não Pode Parar (BR)" "Sunny Side Up"                                                              | Robert F. Hughes                 | Dan Povenmire e Kyle Menke                                               | 10 de outubro de 2016 18 de abril de 2017 29 de janeiro de 2017    | 102b               | 0.33                   |
| 3a  | 3a  | "Os Ficheiros do Doctor Zone (PT) Os Arquivos do Doutor Zone (BR)" "The Doctor Zone Files"                                 | Bob Bowen                        | Joshua Pruett                                                            | 17 de outubro de 2016 19 de abril de 2017 4 de fevereiro de 2017   | 103a               | 0.35                   |
| 3b  | 3b  | "O Atestado (PT/BR)" "The Note"                                                                                            | Robert F. Hughes                 | Scott Peterson e Jim Bernstein                                           | 17 de outubro de 2016 19 de abril de 2017 4 de fevereiro de 2017   | 103b               | 0.35                   |
| 4a  | 4a  | "Festa de Risco (PT) A Festa do Milo (BR)" "Party of Peril"                                                                | Bob Bowen                        | Martin Olson                                                             | 26 de outubro de 2016 20 de abril de 2017 5 de fevereiro de 2017   | 104a               | 0.80                   |
| 4b  | 4b  | "Opera-ção Suave (PT) Dia de Opera (BR)" "Smooth Opera-tor"                                                                | Robert F. Hughes                 | Dani Vetere                                                              | 26 de outubro de 2016 20 de abril de 2017 5 de fevereiro de 2017   | 104b               | 0.80                   |
| 5a  | 5a  | "Dia Trabalhado (PT) Dia da Carreira (BR)" "Worked Day"                                                                    | Robert F. Hughes                 | Joshua Pruett                                                            | 27 de outubro de 2016 22 de abril de 2017 11 de fevereiro de 2017  | 105a               | 0.97                   |
| 5b  | 5b  | "O Oeste Mais Selvagem (PT) O Forasteiro (BR)" "The Wilder West"                                                           | Bob Bowen                        | Dani Vetere                                                              | 27 de outubro de 2016 22 de abril de 2017 11 de fevereiro de 2017  | 105b               | 0.97                   |
| 6a  | 6a  | "Férias em Família (PT/BR)" "Family Vacation"                                                                              | Bob Bowen                        | Joshua Pruett                                                            | 6 de março de 2017 24 de abril de 2017 26 de março de 2017         | 106a               | 0.21                   |
| 6b  | 6b  | "A Banha do Murphy (PT/BR)" "Murphy's Lard"                                                                                | Robert F. Hughes                 | Martin Olson                                                             | 7 de março de 2017 24 de abril de 2017 26 de março de 2017         | 106b               | 0.17                   |
| 7a  | 7a  | "Segredos e Tartes (PT) Tortas e Segredos (BR)" "Secrets and Pies"                                                         | Robert F. Hughes                 | Joshua Pruett                                                            | 8 de março de 2017 25 de abril de 2017                             | 107a               | 0.17                   |
| 7b  | 7b  | "Atledecamatlo (PT/BR)" "Athledecamathalon"                                                                                | Bob Bowen                        | Jim Bernstein                                                            | 9 de março de 2017 25 de abril de 2017                             | 107b               | 0.19                   |
| 8a  | 8a  | "A Substituta (PT/BR)" "The Substitute"                                                                                    | Robert F. Hughes                 | Jim Bernstein                                                            | 14 de março de 2017 26 de abril de 2017                            | 108a               | 0.14                   |
| 8b  | 8b  | "Fora de Tempo (PT) Dando um Tempo (BR)" "Time Out"                                                                        | Robert F. Hughes                 | Scott Peterson                                                           | 15 de março de 2017 26 de abril de 2017                            | 108b               | TBA                    |
| 9a  | 9a  | "Vamos ao Zoo (PT) Vamos ao Zoológico (BR)" "We're Going to the Zoo"                                                       | Bob Bowen                        | Martin Olson                                                             | 16 de março de 2017 27 de abril de 2017                            | 109a               | TBA                    |
| 9b  | 9b  | "Baile da Escola (PT) Baile na Escola (BR)" "School Dance"                                                                 | Bob Bowen                        | Dani Vetere                                                              | 17 de março de 2017 27 de abril de 2017                            | 109b               | TBA                    |
| 10a | 10a | "Batalha das Bandas (PT/BR)" "Battle of the Bands"                                                                         | Bob Bowen                        | Dani Vetere                                                              | 21 de março de 2017 1 de maio de 2017                              | 110a               | TBA                    |
| 10b | 10b | "O Livro de Matemática (PT/BR)" "The Math Book"                                                                            | Bob Bowen                        | Dani Vetere                                                              | 22 de março de 2017 1 de maio de 2017                              | 110b               | TBA                    |
| 11a | 11a | "O Carro dos Bombeiros Que Não Conseguia (PT)" "The Little Engine That Couldn't"                                           | Robert F. Hughes                 | Joshua Pruett                                                            | 23 de março de 2017 21 de fevereiro de 2018                        | 111a               | TBA                    |
| 11b | 11b | "O Incidente dos Lamas (PT)" "The Lama Incident"                                                                           | Robert F. Hughes                 | Dani Vetere, Jim Bernstein e Martin Olson                                | 24 de março de 2017 21 de fevereiro de 2018                        | 111b               | 0.18                   |
| 12a | 12a | "Milo Desaparecido - Parte 1 (PT) Milo Desaparecido: Parte 1 (BR)" "Missing Milo: Part 1"                                  | Bob Bowen e Robert F. Hughes     | Scott Peterson e Joshua Pruett                                           | 22 de julho de 2017 19 de fevereiro de 2018 26 de novembro de 2017 | 113                | 0.16                   |
| 12b | 12b | "Milo Desaparecido - Parte 2 (PT) Milo Desaparecido: Parte 2 (BR)" "Missing Milo: Part 2"                                  | Bob Bowen e Robert F. Hughes     | Scott Peterson e Joshua Pruett                                           | 22 de julho de 2017 20 de fevereiro de 2018 26 de novembro de 2017 | 114                | 0.16                   |
| 13a | 13a | "Fascínio pela Estrela (PT)" "Star Struck"                                                                                 | Robert F. Hughes                 | Jim Bernstein                                                            | 25 de setembro de 2017 22 de fevereiro de 2018                     | 112a               | 0.17                   |
| 13b | 13b | "Desastre dos Meus Sonhos (PT)" "Disaster of my Dreams"                                                                    | Bob Bowen                        | Martin Olson                                                             | 25 de setembro de 2017 22 de fevereiro de 2018                     | 112b               | 0.17                   |
| 14a | 14a | "Uma Origem Mecânica (PT)" "A Clockwork Origin"                                                                            | Bob Bowen                        | Jim Bernstein                                                            | 26 de setembro de 2017 26 de fevereiro de 2018                     | 115a               | TBA                    |
| 14b | 14b | "Sonambulismo Por Acaso (PT)" "Perchance to Sleepwalk"                                                                     | Robert F. Hughes                 | Martin Olson & Scott Peterson                                            | 26 de setembro de 2017 26 de fevereiro de 2018                     | 115b               | TBA                    |
| 15a | 15a | "O Grande Iate (PT)" "Some Like It Yacht"                                                                                  | Robert F. Hughes                 | Jim Bernstein                                                            | 27 de setembro de 2017 27 de fevereiro de 2018                     | 117a               | 0.14                   |
| 15b | 15b | "Noite do Regresso à Escola (PT)" "Backward to School Night"                                                               | Bob Bowen                        | Joshua Pruett                                                            | 27 de setembro de 2017 27 de fevereiro de 2018                     | 117b               | 0.14                   |
| 16a | 16a | "Mundo Sem Milo (PT)" "World Without Milo"                                                                                 | Robert F. Hughes                 | Scott Peterson                                                           | 28 de setembro de 2017 28 de fevereiro de 2017                     | 118a               | TBA                    |
| 16b | 16b | "A Corrida (PT)" "The Race"                                                                                                | Bob Bowen                        | Dani Vetere                                                              | 28 de setembro de 2017 28 de fevereiro de 2018                     | 118b               | TBA                    |
| 17a | 17a | "Tobogã do Amor (PT)" "Love Toboggan"                                                                                      | Bob Bowen                        | Dani Vetere                                                              | 29 de setembro de 2017 1 de março de 2018                          | 120a               | TBA                    |
| 17b | 17b | "A Ilha dos Dakotas Perdidos (PT)" "The Island of Lost Dakotas"                                                            | Bob Bowen                        | Joshua Pruett                                                            | 29 de setembro de 2017 1 de março de 2018                          | 120b               | TBA                    |
| 18  | 18  | "Fungos Entre Nós (PT) Fungus entre Nós (BR)" "Fungus Among Us"                                                            | Robert F. Hughes                 | Scott Peterson e Joshua Pruett                                           | 30 de setembro de 2017 5 de março de 2018 5 de maio de 2019        | 121                | TBA                    |
| 19  | 19  | "O Gritatório de Halloween do Milo Murphy (PT) “Gritódromo” de Halloween do Milo (BR)" "Milo's Halloween Scream-a-Torium!" | Robert F. Hughes                 | Jim Bernstein, Martin Olson, Scott Peterson, Joshua Pruett e Dani Vetere | 7 de outubro de 2017 20 de outubro de 2017 5 de maio de 2019       | 119                | 0.23                   |
| 20  | 20  | "Perigo de Natal (PT/BR)" "A Christmas Peril"                                                                              | Bob Bowen                        | Joshua Pruett e Dani Vetere                                              | 2 de dezembro de 2017 15 de dezembro de 2017 8 de dezembro de 2017 | 116                | 0.30                   |

### 2ª Temporada (2019)
| #   | #   | Título | Dirigido por                 | Escrito por                                                 | Estreias                                                          | Código de produção | Audiência (em milhões) |
| --- | --- | --- | ---------------------------- | ----------------------------------------------------------- | ----------------------------------------------------------------- | ------------------ | ---------------------- |
| 21  | 1   | "O Efeito Phineas e Ferb (PT/BR)" "The Phineas and Ferb Effect" | Bob Bowen e Robert F. Hughes | Jim Bernstein, Martin Olson, Scott Peterson e Joshua Pruett | 5 de janeiro de 2019 13 de setembro de 2019 28 de abril de 2019   | 201                | ASD                    |
| 22a | 2a  | "Uma Bola de Neve (PT) Deslizando pela Neve (BR)" "Snow Way Out" | Robert F. Hughes             | Martin Olson and Scott Peterson                             | 12 de janeiro de 2019 16 de setembro de 2019 6 de maio de 2019    | ASA                | ASD                    |
| 22b | 2b  | "Professora Protagonista (PT) Atração de Professora (BR)" "Teacher Feature" | Robert F. Hughes             | Scott Peterson                                              | 12 de janeiro de 2019 16 de setembro de 2019 7 de maio de 2019    | ASA                | ASD                    |
| 23a | 3a  | "Dia das Fotografias (PT) O Dia da Foto (BR)" "Picture Day" | Robert F. Hughes             | Valerie Breiman and Marja Adriance                          | 19 de janeiro de 2019 17 de setembro de 2019 8 de maio de 2019    | ASA                | ASD                    |
| 23b | 3b  | "Agente BêóBi (PT) Agente Especial Diogee (BR)" "Agee Ientee Diogee" | Robert F. Hughes             | Jim Bernstein                                               | 19 de janeiro de 2019 17 de setembro de 2019 9 de maio de 2019    | ASA                | ASD                    |
| 24a | 4a  | "Noite de Jogos (PT) Noite de Jogos (BR)" "Game Night" | ASA                          | ASA                                                         | 26 de janeiro de 2019 18 de setembro de 2019 10 de maio de 2019   | ASA                | ASD                    |
| 24b | 4b  | "Correr e Bem, Não Há Quem (PT) No Carro Sem Segurança (BR)" "Pace Makes Waste" | ASA                          | ASA                                                         | 26 de janeiro de 2019 18 de setembro de 2019 13 de maio de 2019   | ASA                | ASD                    |
| 25a | 5a  | "Bolisão (PT) O Bolo Explosivo (BR)" "Cake 'Splosion!" | ASA                          | ASA                                                         | 2 de fevereiro de 2019 1 de outubro de 2019 14 de maio de 2019    | ASA                | ASD                    |
| 25b | 5b  | "Anikrilladoras (PT) As Mulheres do Krill (BR)" "Lady Krillers" | ASA                          | ASA                                                         | 2 de fevereiro de 2019 1 de outubro de 2019 15 de maio de 2019    | ASA                | ASD                    |
| 26a | 6a  | "Doofenshmirtz Sai à Rua (PT) Dia do Doof Sair de Casa (BR)" "Doof's Day Out" | ASA                          | ASA                                                         | 9 de fevereiro de 2019 19 de setembro de 2019 16 de maio de 2019  | ASA                | ASD                    |
| 26b | 6b  | "Repetição da Discoteca (PT) Voltando pra Era Disco (BR)" "Disco Do-Over" | ASA                          | ASA                                                         | 9 de fevereiro de 2019 19 de setembro de 2019 17 de maio de 2019  | ASA                | ASD                    |
| 27a | 7a  | "Em Contrarrelógio (PT) O Relógio não Para (BR)" "The Ticking Clock" | ASA                          | ASA                                                         | 16 de fevereiro de 2019 30 de setembro de 2019 20 de maio de 2019 | ASA                | ASD                    |
| 27b | 7b  | "Gerir a Lei de Murphy (PT) Empresariando a Lei de Murphy (BR)" "Managing Murphy's Law" | ASA                          | ASA                                                         | 16 de fevereiro de 2019 30 de setembro de 2019 21 de maio de 2019 | ASA                | ASD                    |
| 28a | 8a  | "A Sombra do Milo (PT) A Sombra de Milo (BR)" "Milo's Shadow" | ASA                          | ASA                                                         | 23 de fevereiro de 2019 2 de outubro de 2019 22 de maio de 2019   | ASA                | ASD                    |
| 28b | 8b  | "Doente (PT) O Dia da Doença (BR)" "Sick Day" | ASA                          | ASA                                                         | 23 de fevereiro de 2019 2 de outubro de 2019 23 de maio de 2019   | ASA                | ASD                    |
| 29a | 9a  | "Campo de Gritos (PT) O Campo dos Gritos (BR)" "Field of Screams" | ASA                          | ASA                                                         | 2 de março de 2019 3 de outubro de 2019 24 de maio de 2019        | ASA                | ASD                    |
| 29b | 9b  | "Irmãzinha Espia! (PT) Irmãzinha Espiã! (BR)" "Spy Little Sister!" | ASA                          | ASA                                                         | 2 de março de 2019 3 de outubro de 2019 25 de maio de 2019        | ASA                | ASD                    |
| 30a | 10a | "Queda Livre (PT/BR)" "Freefall" | ASA                          | ASA                                                         | 9 de março de 2019 4 de outubro de 2019 26 de maio de 2019        | ASA                | ASD                    |
| 30b | 10b | "O Mundo de Milo (PT/BR)" "Milo's World" | ASA                          | ASA                                                         | 9 de março de 2019 4 de outubro de 2019 26 de maio de 2019        | ASA                | ASD                    |
| 31a | 11a | "Paseador, Corredor e Gritador de Cães (PT) Passeie com o Cachorro, Cante e Grite (BR)" "Dog Walker, Runner, Screamer" | ASA                          | ASA                                                         | 16 de março de 2019 14 de outubro de 2019 27 de maio de 2019      | ASA                | ASD                    |
| 31b | 11b | "Agora Sou Um Murphy (PT) Agora Eu Sou um Murphy (BR)" "Now I Am a Murphy" | ASA                          | ASA                                                         | 16 de março de 2019 14 de outubro de 2019 28 de maio de 2019      | ASA                | ASD                    |
| 32  | 12  | "Raptar a Lei de Murphy (PT) Abduzindo a Lei de Murphy (BR)" "Abducting Murphy's Law" | ASA                          | ASA                                                         | 23 de março de 2019 15 de outubro de 2019 29 e 30 de maio de 2019 | ASA                | ASD                    |
| 33a | 13a | "O Legado do Goulash (PT/BR)" "The Goulash Legacy" | ASA                          | ASA                                                         | 30 de março de 2019 30 de março de 2020 29 de maio de 2019        | ASA                | ASD                    |
| 33b | 13b | "O Cão que Sabia Demais (PT) O Cachorro Que Sabia Demais (BR)" "The Dog Who Knew Too Much" | ASA                          | ASA                                                         | 30 de março de 2019 30 de março de 2020 3 de junho de 2019        | ASA                | ASD                    |
| 34a | 14a | "Amigos de Aventuras (PT) Companheiros de Aventuras (BR)" "Adventure Buddies" | ASA                          | ASA                                                         | 6 de abril de 2019 30 de março de 2019 4 de junho de 2019         | ASA                | ASD                    |
| 34b | 14b | "Acompanha-nos, Cãozinho (PT) Vem Comigo, Cachorrinho (BR)" "Ride Along Little Doggie" | ASA                          | ASA                                                         | 6 de abril de 2019 30 de março de 2019 5 de junho de 2019         | ASA                | ASD                    |
| 35a | 15a | "Olhem Esta Nave (PT) Veja Essa Nave (BR)" "Look at this Ship" | ASA                          | ASA                                                         | 13 de abril de 2019 31 de março de 2019 6 de junho de 2019        | ASA                | ASD                    |
| 35b | 15b | "Festa de Gesso (PT) A Festa do Gesso (BR)" "Cast Party" | ASA                          | ASA                                                         | 13 de abril de 2019 31 de março de 2019 7 de junho de 2019        | ASA                | ASD                    |
| 36a | 16a | "A Segurança Primeiro (PT) Segurança Primeiro (BR)" "Safety" | ASA                          | ASA                                                         | 20 de abril de 2019 31 de março de 2019 16 de setembro de 2019    | ASA                | ASD                    |
| 36b | 16b | "Cavendish à Solta (PT) Cavendish Fora de Controle (BR)" "Cavendish" | ASA                          | ASA                                                         | 20 de abril de 2019 31 de março de 2019 17 de setembro de 2019    | ASA                | ASD                    |
| 37a | 17a | "Primeiras Impressões (PT/BR)" "First Impressions" | ASA                          | ASA                                                         | 27 de abril de 2019 6 de abril de 2019 18 de setembro de 2019     | ASA                | ASD                    |
| 37b | 17b | "Evento de Discurso e Debate de Explosões, Morte e Destruição na Cidade (PT) O Evento Explosivo da Liga de Discursos e Debates sobre Morte e Destruição pela Cidade (BR)" "The Speech and Debate League of Death and Destruction Cross Town Explosion Event" | ASA                          | ASA                                                         | 27 de abril de 2019 6 de abril de 2020 19 de setembro de 2019     | ASA                | ASD                    |
| 38a | 18a | "O Clube do Lanche do Meio da Tarde (PT) O Clubinho de Arte (BR)" "The Mid-Afternoon Snack Club" | ASA                          | ASA                                                         | 4 de maio de 2019 7 de abril de 2020 20 de setembro de 2019       | ASA                | ASD                    |
| 38b | 18b | "Parques e Destroços (PT) Parques e Destruição (BR)" "Parks and Wreck" | ASA                          | ASA                                                         | 4 de maio de 2019 7 de abril de 2020 23 de setembro de 2019       | ASA                | ASD                    |
| 39a | 19a | "Fuga (PT)" "Escape" | ASA                          | ASA                                                         | 11 de maio de 2019 8 de abril de 2020 24 de setembro de 2019      | ASA                | ASD                    |
| 39b | 19b | "Milo no Espaço (PT)" "Milo in Space" | ASA                          | ASA                                                         | 11 de maio de 2019 8 de abril de 2020 25 de setembro de 2019      | ASA                | ASD                    |
| 40  | 20  | "Esfera e Repulsa no Espaço Exterior (PT)" "Sphere and Loathing in Outer Space" | ASA                          | ASA                                                         | 18 de maio de 2019 9 de abril de 2020 26 de setembro de 2019      | ASA                | ASD                    |